# Història de Nàpols

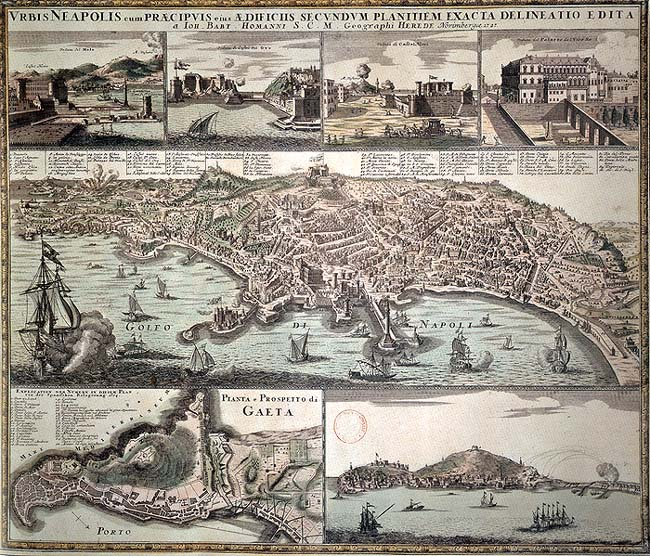
Mapa de la ciutat de Nàpols del

La història de Nàpols és de les més riques d'Itàlia. A causa del seu passat com a colònia grega i la seva influència normanda, angevina, catalana, aragonesa, espanyola, francesa, austríaca. Nàpols és una ciutat única al món.

## Prehistòria
Les excavacions arqueològiques a Capri han portat a importants descobriments de l'època prehistòrica. Als voltants de Cumes, s'han trobat restes dels Oscs que daten de l'edat del bronze (2300-900 aC) i de l'edat del ferro (900-730 aC.). Al subsòl de Nàpols s'han trobat algunes restes i fragments de ceràmica d'aquests períodes. No obstant això, durant mil·lennis abans de l'arribada dels grecs, la regió va estar pràcticament despoblada. Recentment, com a part de la construcció de la línia 1 del Metro a Nàpols, a l'estació de Toledo, s'han trobat diverses restes i fragments de ceràmica que daten del Neolític (mil·lenni IV aC), ben igual que les troballes dels anys 1950 a Materdei de tombes de l'Eneolític (finals del mil·lenni III aC) es relacionen amb la Cultura del Gaudo.

## Nàpols antiga
La història de la ciutat comença amb els grecs de Eubea, que al començament del segle viii aC van fundar la ciutat de Cumes, que va ser probablement la primera colònia grega d'Occident. Al segle vii, els colons de Cumes van fundar la ciutat de Parténope al turó de Pizzofalcone. La ciutat es va estendre després de la seva victòria sobre els etruscs al 474 aC i va prendre el nom de Neàpolis (ciutat nova). A la fi del segle v aC, els samnites, instal·lats als Abruços, van baixar de les seves muntanyes per ocupar la plana litoral. Les ciutats gregues de la Campània, desprotegides enfront d'aquests aguerrits invasors, van demanar ajuda a Roma, que havia repel·lit els reis etruscs i conclòs la conquesta del Laci.

## Nàpols romana
El 328 aC apareix una facció prosamnita a Neàpolis i el 327 aC s'estableix una guarnició de 4.000 samnites i 2.000 d'homes de Nola a Neàpolis, desencadenant la Segona Guerra Samnita. Els romans no van poder capturar la ciutat per setge o assalt, de manera que van haver d'utilitzar l'única altra opció disponible: la traïció. L'opinió de la ciutat variava de la causa samnita a la causa romana, de manera que es va tramar un complot per permetre que les forces romanes entressin a la ciutat en la nit. Quan va arribar la nit, els samnites esperaven uns vaixells a la costa i entretant un exèrcit romà va entrar per una porta, Un cop dins la batalla va començar i Neapolis va caure davant Roma. La ciutat va rebre l'estatut de ciutat aliada, i va conservar en el si de l'imperi la seva característica pròpia d'antiga ciutat grega.
Els seus gimnasos i escoles van alimentar la seva reputació. Personatges famosos van establir-hi la seva residència, com Lucul, amic i corresponsal de Ciceró, i Virgili, que va compondre Les Geòrgiques i probablement va ser enterrat a Nàpols. Al segle i de la nostra era, l'emperador Tiberi es va instal·lar a Capri.
Fins començament del segle v, Campània es va mantenir fora de les invasions germàniques, però les fronteres de l'imperi van caure l'any 406, i Nàpols i la seva regió van haver d'enfrontar-se als gots d'Alaric i posteriorment als vàndals de Genseric. El destí de l'imperi es va decidir a Nàpols: l'any 476 el patrici Odoacre va destituir l'últim emperador, Ròmul Augústul, i el va tancar en una vila napolitana, situada on avui es troba Castel dell'Ovo .

## Edat mitjana
Quan l'emperador romà d'Orient Justinià I va emprendre la reconquesta de la itàlica i la reconstrucció de la unificació de l'Imperi Romà al segle vi, Nàpols va passar sota el seu domini (536). Entre els segles VIII i X, la història de la regió va estar marcada per la lluita entre llombards i romans d'Orient. En els segles x i xi, l'enfonsament de l'ordre feudal arrossegar amb si les antigues divisions polítiques de Campània: el ducat llombard de Benevent va ser escindit en tres principats independents, mentre que els ducats romans d'Orient, pràcticament independents de la tutela imperial, es mantenien Gaeta, Nàpols, Sorrento i Amalfi.
És en aquesta situació els normands van provar sort. Van arribar al sud de Itàlia al segle x, i gradualment van estendre el seu domini gràcies al suport de l'Església. Després de la conquesta del principat de Salern i posteriorment de Amalfi, Càpua i Nàpols el 1139 per Roger II, el sud d'Itàlia es va convertir en un sol estat governat pels normands, amb Palerm com a capital. Per aconseguir el suport de l'Església, els normands van rendir homenatge al Papa Nicolau II (1059) i es van comprometre al pagament d'un cens a la Santa Seu.
La dinastia normanda es va extingir en 1189 a la mort de Guillem II, sense hereu. Llavors Enric VI del Sacre Imperi RomànoGermànic reivindicar el regne de Sicília i es va apoderar del tron el 1194. Es va instal·lar així la dinastia suaba dels Hohenstaufen, el representant més destacat va ser Frederic II, qui va impulsar la vida cultural, econòmica i administrativa del regne.
El 1263 Carles I d'Anjou va prendre possessió del regne de Sicília i va eliminar els últims representants dels Hohenstaufen, i va inaugurar l'hegemonia angevina al sud d'Itàlia. Nàpols es va convertir durant sis segles en la capital d'un regne independent. Després de nombroses revoltes feudals i revolucions palatines, el període angeví va concloure a Nàpols en 1442, època en què no obstant això es va constituir la identitat política napolitana.

## Dins la Corona d'Aragó

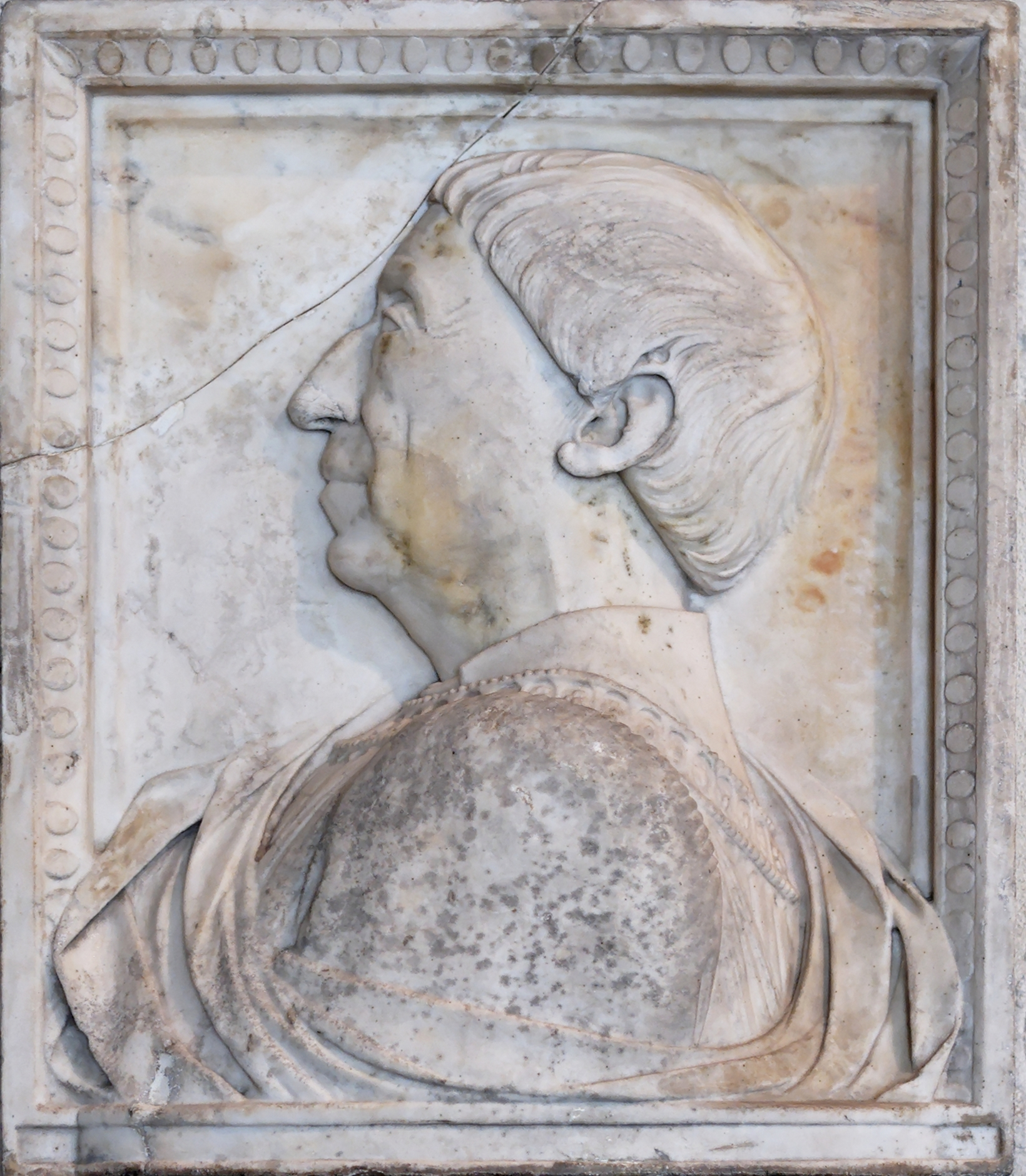
Retrat d'Alfons I de Nàpols.

En 1495 el regne passa de mans de la Corona d'Aragó a mans del rei de França, per tornar a mans espanyoles després de la Segona Guerra de Nàpols entre França i les Espanyes, en la qual les tropes hispanes, liderades per Gonzalo Fernández de Córdoba el Gran Capità, van derrotar els francesos a la batalla de Cerinyola malgrat la superioritat numèrica d'aquests. Gonzalo Fernández de Còrdova va ser el propulsor de les reformes militars que van portar a la creació dels "terços", tropes que van donar la superioritat militar a les Espanyes fins al segle xvii. Després de la mort d'Isabel la Catòlica, "el Gran Capità" va ser rellevat del comandament i va tornar a la península Ibèrica, mentre que el rei Ferran II "el Catòlic" de les Espanyes (com deia Maquiavel), substitueix les tropes hispanes i als seus comandaments per tropes procedents de la Corona d'Aragó.
El segle xvi va ser un dels períodes més pròspers de la història napolitana. Els virreis espanyols, que van governar el regne en nom de Ferran II d'Aragó, l'emperador Carles V i posteriorment Felip II de Castella, restablir l'ordre entre la noblesa local. Entre aquests virreis és molt recordat el Comte de Lemos, Pedro Fernández de Castro i Andrade, que va fer construir la universitat, entre altres edificis i mesures recordades. La població es va incrementar en més del doble, hi va haver d'allunyar les muralles i construir nous barris, com els famosos barris espanyols. L'aristocràcia va aixecar en aquests murs palaus sumptuosos, l'Església de la Contrareforma nombroses esglésies i monestirs, mentre que el camp, als voltants del Vesuvi, es esquitxava de residències estiuenques. El seu port era molt actiu, i les galeres vetllaven per la lliure circulació dels vaixells cristians amenaçats pels pirates barbarescos en el mar Tirrè. A finals del segle xvi, Nàpols es va convertir fins i tot en una de les bases de la ruta de Flandes, que proveïa de soldats i plata a les guarnicions espanyoles dels Països Baixos. Aquest període de prosperitat es va acabar en el segon quart del segle xvii. La fallida genovesa de 1622 pertorbar profundament l'activitat econòmica de l'Imperi espanyol, i de Nàpols en particular, on els interessos genovesos eren importants. Compromesa en guerres ruïnoses, Espanya va augmentar la pressió fiscal i Nàpols es va revoltar el 1647.
La crisi del segle xvii va culminar el 1656 amb la gran epidèmia de pesta que va assolar en pocs mesos Nàpols i la Campània. La capital va perdre gairebé tres quartes parts dels seus habitants i es va trencar la seva vitalitat econòmica. Quan en 1707, després de les vicissituds de la guerra de Successió d'Espanya, el regne va passar sota domini de l'emperador d'Àustria, Nàpols no havia recuperat encara el seu nivell de població d'abans de la pesta.

## Nàpols borbònica

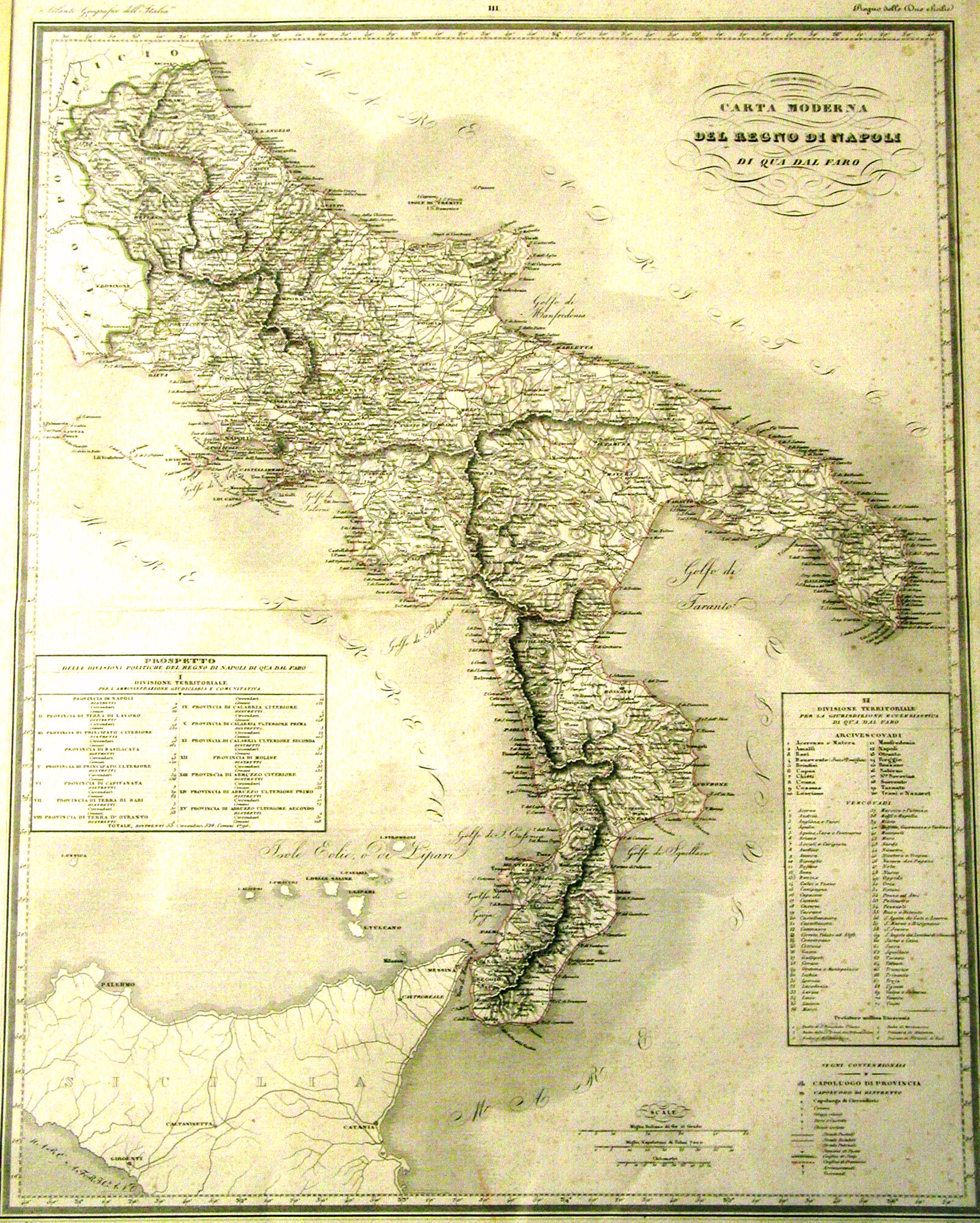
El Regne de Nàpols es va convertir breument en una república el 1799.

Els borbons heretar el regne de Sicília el 1734, i el seu rei Carles, fill menor de Felip V d'Espanya, li va donar el llustre d'una capital de la Il·lustració: el palau de Capodimonte, el Teatre Sant Carlo, la Biblioteca Nacional i el Palau Reial de Caserta són una bona mostra. Va emprendre a més les primeres excavacions de Pompeia i Herculà. La dinastia dels Borbó va conèixer una popularitat innegable entre els napolitans, que al cap havien aconseguit un rei estable.
Però en 1799 el general Jean Étienne Championnet va assetjar Nàpols per ordre de Napoleó i va proclamar la República Partenopea. Les elits liberals que van prendre llavors el poder no van aconseguir el suport de la població, tot i les extraordinàries reformes introduïdes, com la constitució, el dret de vot, l'escola de base obligatòria, i la reforma agrària: les masses napolitanes, cultivades en la ignorància pel paternalisme i la incapacitat gestiona dels Borbó, es van revoltar contra la República, i quan es van retirar les tropes franceses, la República es va enfonsar i el rei Ferran va recuperar el seu tron, després de l'assassinat de massa de les elits compromeses amb la República.
Després de la batalla d'Austerlitz Ferran, sense el suport d'Àustria, va haver d'abandonar la ciutat: Napoleó lliurà Nàpols al seu germà Josep Bonaparte, substituït el 1808 per Joaquim Murat. Malgrat les reformes, com l'abolició del feudalisme, el nou règim no va poder mantenir-se més que amb la força. L'auge del bandidatge i del contraban ha estat interpretat a vegades com un reflex de l'oposició de la població al domini estranger, i sens dubte és un clar reflex de les dures condicions de vida en aquells anys.
La restauració de la casa de Borbó, el 1815, va donar un nou paper a Nàpols en la Europa aristocràtica i conservadora sorgida del Congrés de Viena de 1815. El 1848 Ferran II va cedir per un moment a l'empenta revolucionari autoritzant l'elecció d'un Parlament que va ser dissolt quan va decaure l'entusiasme liberal.
Els últims sobirans de la dinastia no van ser molt populars, però utilitzar el poble humil contra els somnis liberals de les elits intel·lectuals i burgeses. Així, la concessió d'una Constitució per Francesc II el 25 de juny de 1860 va provocar una reduïda insurrecció popular, al crit de "Visca el rei, a baix la Constitució". Però la majoria dels napolitans van donar suport als ideals del Risorgimento italià, quan Garibaldi va conquerir el Regne de les Dues Sicílies.

## Nàpols contemporània
També per aquest reduït suport popular al rei, Giuseppe Garibaldi, l'unificador d'Itàlia, va poder fer la seva entrada triomfal a la ciutat només després de l'annexió a la dinastia saboiana el 7 de setembre de 1860. Després de la derrota de les tropes borbòniques al Volturno, la població en la seva quasi totalitat va votar la incorporació del Regne de les Dues Sicílies al Regne d'Itàlia.

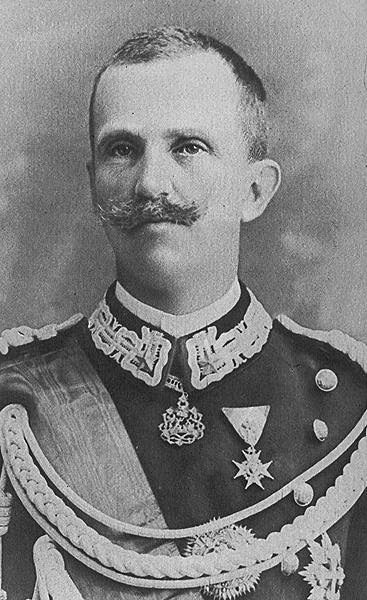
Víctor Manuel III, Rei d'Itàlia i Emperador d'Etiòpia, nascut a Nàpols.

Als partir de llavors, la ciutat segueix la història d'Itàlia en el seu desenvolupament, doblant seva població en cent anys. El 1927 Nàpols absorbí els municipis limítrofs i es va estendre cap a l'oest, al llarg del litoral de Chiaia, cap Posilipo i Vomero, més enllà de Fuorigrotta i cap Bagnoli i els Camps Flegreos.
Víctor Manuel III d'Itàlia, nascut a Nàpols el 1869, va afavorir la imatge turística de la seva ciutat natal amb molts embelliments i millores socials.
La construcció de l'aeroport (1936), dels funiculars que pugen a Vomero, del metropolità i de les línies de tren de rodalies van contribuir a posar fi a l'aïllament de la ciutat. Tota la zona sud i nord-est de Nàpols es va convertir en àrea industrial, gràcies principalment al desenvolupament de la indústria siderúrgica.
Durant la II Guerra Mundial, Campània es va convertir en un camp de batalla després del desembarcament aliat a Sicília. Els combats van ser aferrissats, però després de quatre dies d'insurrecció (26-30 de setembre de 1943), la població napolitana va expulsar els alemanys i va obrir la ciutat als aliats.
A la postguerra Nàpols es torna en una gran aglomeració que desborda àmpliament el seu antic perímetre històric. A la ciutat antiga típicament mediterrània es tracten les oficines de grans companyies nacionals i internacionals, les administracions i una població pobra lliurada a l'artesania tradicional i a l'economia submergida.
El 23 novembre 1980 hi va haver un terratrèmol que va provocar profundes transformacions: la ciutat s'estén des de llavors els seus límits cap al sud, cap a l'est, a la comarca de Nola i en el cinturó de pobles al peu del Vesubi, i cap al nord, fins Caserta i al llarg de la costa. Des de 1994, per a ser seu de la cimera dels set països més rics del món, Nàpols va emprendre una política de reestructuració que ha canviat profundament el perfil de la ciutat 
Part d'aquesta reestructuració es manifesta en el modern Centre direccional .
És el nom que rep la zona de gratacels propera a la moderna Stazione Centrale (la principal estació de ferrocarrils de la ciutat). Es va començar a planificar a mitjans dels anys 1960 amb el doble objectiu de descongestionar el centre històric i de dotar de noves oficines a l'administració pública.
La seva construcció va començar el 1985 i va comptar amb dissenys d'arquitectes tan prestigiosos com Renzo Piano. L'edifici més alt és la Torre Telecom Italia '(edifici més alt d'Itàlia) que aconsegueix 129 m, seguit de les Torres Enel 1 & 2 de 122 m. El govern regional de Campània ocupa el Consiglio Regionale Campània de 115 m.
El Centre Direzionale di Napoli sòl sorprendre el turista, donat el difós l'estereotip de Nàpols com a ciutat en crisi i poc industrialitzada, tòpic que comparteix una mica amb tot el Sud d'Itàlia actualment.

## Panorama

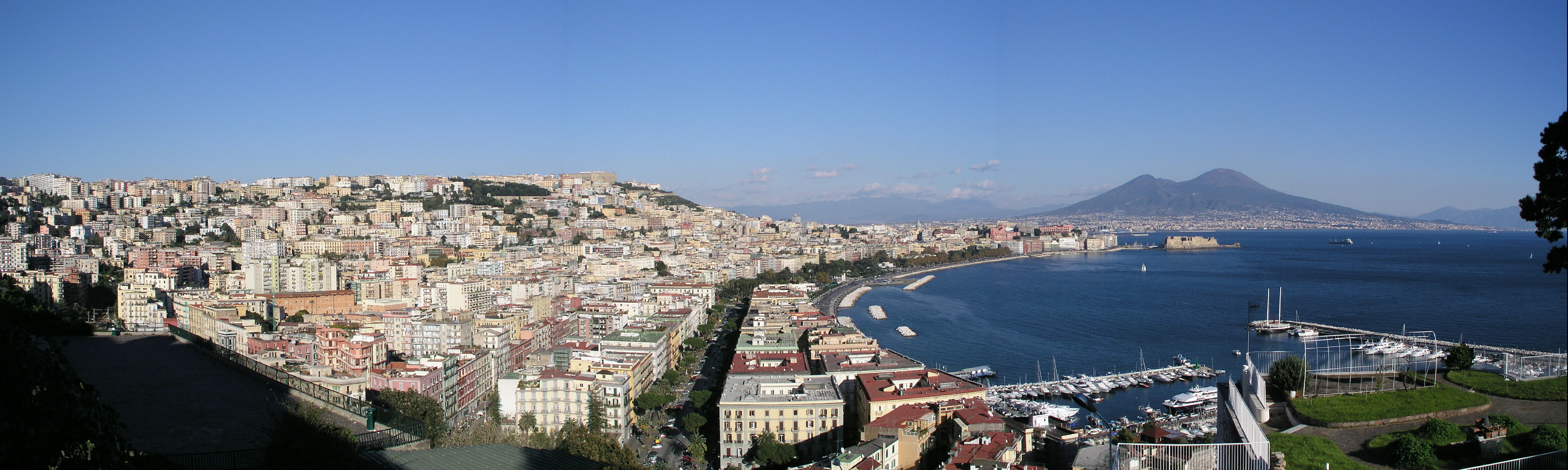
Vista del Golf de Nàpols i dels barris occidentals de Nàpols. Al final del passeig marítim de Chiaia s'aprecia l Castell dell'Ovo, a sota del volcà Vesubi.